# Серизи ла Форе
Серизи ла Форе (фр. Cerisy-la-Forêt) насеље је и општина у северној Француској у региону Доња Нормандија, у департману Манш која припада префектури Сен Ло.
По подацима из 2011. године у општини је живело 937 становника, а густина насељености је износила 39,35 становника/km². Општина се простире на површини од 23,81 km². Налази се на средњој надморској висини од 84 метара (максималној 131 m, а минималној 34 m).

## Демографија
| 1962. | 1968. | 1975. | 1982. | 1990. | 1999. | 2011. |
| ----- | ----- | ----- | ----- | ----- | ----- | ----- |
| 999   | 1.051 | 923   | 941   | 784   | 839   | 937   |

График промене броја становника у току последњих година